# La Mezquitera, Totatiche
La Mezquitera är en ort i Mexiko.   Den ligger i kommunen Totatiche och delstaten Jalisco, i den centrala delen av landet, 500 km nordväst om huvudstaden Mexico City. La Mezquitera ligger 1 813 meter över havet och antalet invånare är 335.
Terrängen runt La Mezquitera är kuperad söderut, men norrut är den platt. Runt La Mezquitera är det glesbefolkat, med 14 invånare per kvadratkilometer. Närmaste större samhälle är Temastián, 10,8 km nordväst om La Mezquitera. I omgivningarna runt La Mezquitera växer huvudsakligen savannskog.